# Nuclear Blast
Nuclear Blast är ett skivbolag som grundades 1987 av Markus Staiger i staden Donzdorf, Tyskland. Det fokuserar på metal och hårdrock, och har bland andra Behemoth, Blind Guardian, Sabaton, In Flames, Hammerfall, Therion, Sonic Syndicate, Soilwork, Scar Symmetry och Deathstars  i sitt stall. Bolaget ger även ut en tidning. 
Bolaget har skrivit under ett distributionsavtal med ADA Nordic för Sverige, Danmark, Norge och Finland.